# Makale Selatan
Makale Selatan (Deutsch: Makale-Süd) ist ein Distrikt (Kecamatan) im Regierungsbezirk (Kabupaten) Tana Toraja in der Provinz Südsulawesi, Indonesien.
Der Distrikt gliedert sich in acht Dörfer (6 Lembang und 2 Kelurahan):
- Bone Buntu Sisong
- Pabuaran
- Pasang
- Pateke
- Randan Batu
- Sandabilik
- Tiromanda
- Tosapan